# ليز أوستيرجارد
آنا إليزابيث «ليز» أوستيرجارد (بالإنجليزية: Anna Elisabeth "Lise" Østergaard)‏ (1924–1996) عالمة نفس دنماركية أصبحت أول أستاذة في علم النفس الإكلينيكي في البلاد في عام 1963. وانتُخبت لاحقًا لعضوية البرلمان الدنماركي في عام 1979، قبل أن تعود إلى منصبها في جامعة كوبنهاغن في عام 1984.